# Siegfried Kauder

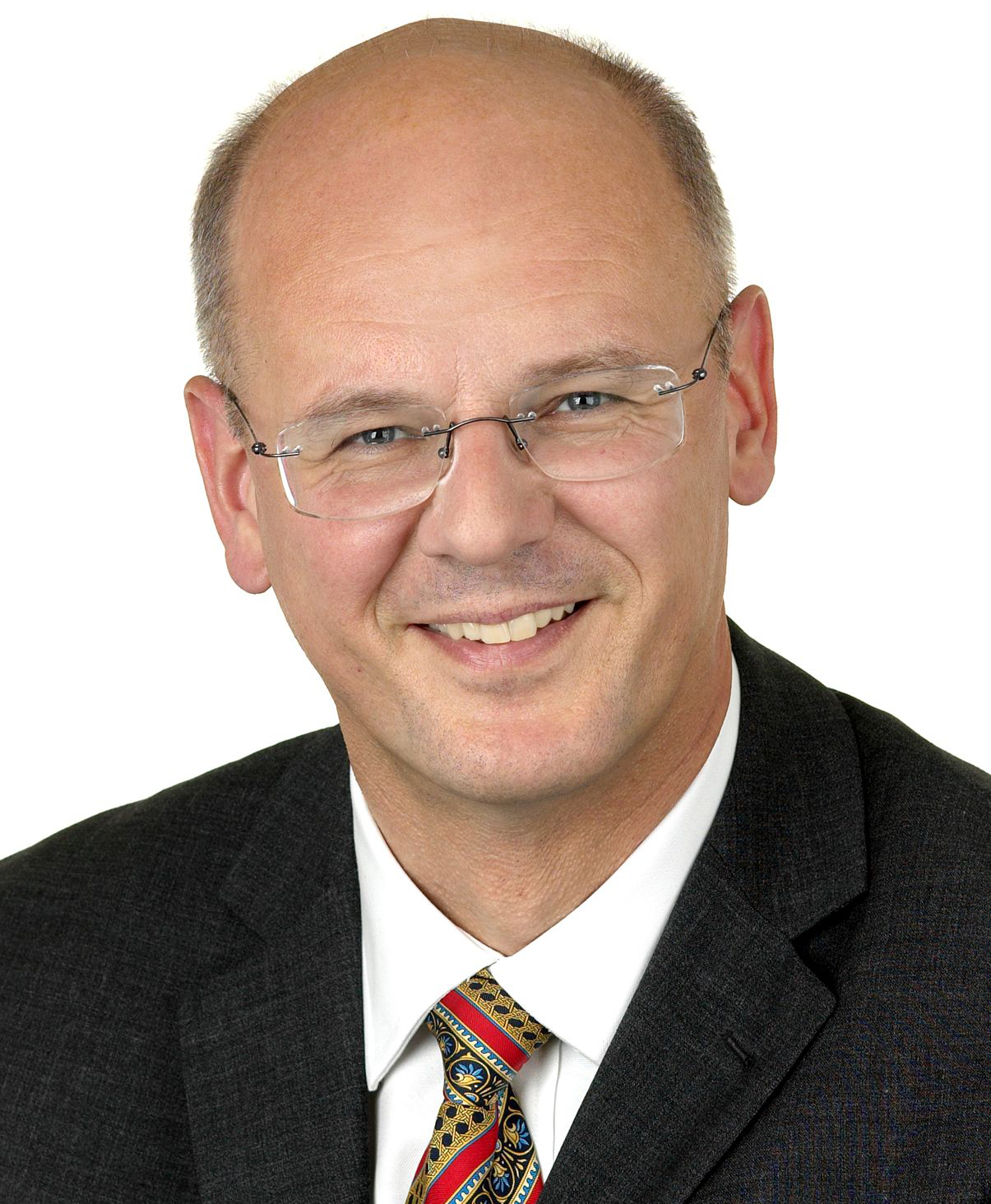
Siegfried Kauder (2005)

Siegfried Kauder (* 20. November 1950 in Eigeltingen, Landkreis Stockach) ist ein ehemaliger deutscher Politiker (parteilos, zuvor CDU). Er war von November 2009 bis Oktober 2013 Vorsitzender des Rechtsausschusses des 17. Deutschen Bundestages.
Er ist der jüngere Bruder von Volker Kauder, dem ehemaligen Vorsitzenden der CDU/CSU-Bundestagsfraktion.

## Ausbildung und Beruf
Nach dem Abitur am Hegau-Gymnasium in Singen absolvierte Kauder ein Studium der Rechtswissenschaft an der Albert-Ludwigs-Universität Freiburg, welches er 1975 mit dem ersten juristischen Staatsexamen beendete. Nach dem Referendariat legte er 1978 auch das zweite Staatsexamen ab und war seitdem (bis 2015) als Rechtsanwalt in Villingen-Schwenningen tätig.

### Partei
Kauder trat 1967 in die Junge Union und 1968 auch in die CDU ein. Von 1993 bis 2012 war er Vorsitzender des CDU-Kreisverbandes im Schwarzwald-Baar-Kreis. Nachdem er für die Bundestagswahl 2013 nicht von der CDU nominiert worden war, trat er als unabhängiger Kandidat an und bekam 3 % der Stimmen. Danach trat er aus der CDU aus.

### Abgeordneter
Kauder war von 2002 bis 2013 Mitglied des Deutschen Bundestages. Er zog stets als direkt gewählter Abgeordneter des Wahlkreises Schwarzwald-Baar in den Bundestag ein. Bei der Bundestagswahl 2005 erreichte er hier 51,3 % und bei der Bundestagswahl 2009 47,4 % der Erststimmen.
Kauder gehört zu den neun Bundestagsabgeordneten, die gegen die zwangsweise Veröffentlichung ihrer Nebeneinkünfte durch das 2005 verabschiedete „Transparenzgesetz“ vor dem Bundesverfassungsgericht klagten; die Klage scheiterte. Trotzdem weigerte er sich weiterhin, trotz mehrfacher Aufforderung durch das Bundestagspräsidium, die konkreten Beträge der Einkünfte aus seiner rechtsanwaltlichen Tätigkeit anzuzeigen. Er gab lediglich die aus seiner Sicht den Beträgen entsprechenden Einkommensstufen an. Damit verstieß er gegen die Verhaltensregeln für Mitglieder des Deutschen Bundestages (§ 1 Absatz 3 Satz 1, in Verbindung mit Absatz 2 Nummer 1 der Verhaltensregeln) und wurde entsprechend der Geschäftsordnung des Deutschen Bundestages dafür vom Bundestagspräsidium am 16. Oktober 2013 öffentlich gerügt.

### Vorsitzender des BND-Untersuchungsausschusses
Ab April 2006 war Kauder Vorsitzender des 1. Untersuchungsausschusses der 16. Wahlperiode, dem so genannten BND-Untersuchungsausschuss (Kurnaz-Untersuchungsausschuss). Weil angeblich geheime oder vertrauliche Papiere des Untersuchungsausschusses von Ausschuss-Mitgliedern an Journalisten weitergegeben wurden, ermittelten die Staatsanwaltschaften in München, Frankfurt und Berlin gegen insgesamt 17 Journalisten (Der Spiegel, Süddeutsche Zeitung, Zeit, Frankfurter Rundschau, Tagesspiegel, Berliner Zeitung, tageszeitung, Welt). Ein Großteil der Kommentatoren von Presse, Funk und Fernsehen sah dies als Versuch, die Pressefreiheit einzuschränken, Journalisten einzuschüchtern und an ihrer Arbeit zu hindern, da für einen Großteil der Akten, die als Verschlusssache – nur für den Dienstgebrauch gestempelt wurden, eine Notwendigkeit der Geheimhaltung bestritten wird. So sollen neben leeren Seiten auch Zeitungsausschnitte als geheim oder als Verschlusssache durch Stempelaufdruck klassifiziert worden sein. Neben Kauder unterstützten auch der zweite Ausschuss-Vorsitzende Jung sowie der Bundestagspräsident Norbert Lammert die Arbeit der Staatsanwaltschaften, während andere Ausschuss-Mitglieder – darunter Max Stadler, Thomas Oppermann, Christian Ströbele, Petra Pau und Michael Hartmann – die staatsanwaltschaftlichen Verfahren teils scharf kritisierten. Lammert hatte durch eine Strafverfolgungsermächtigung die Verfahren ermöglicht. Kritiker unterstellten den Akten bereitstellenden Institutionen – darunter die Bundesregierung und BND – Vertuschungsabsichten. Die Bundespressekonferenz verlangte, die Ermittlungen sofort einzustellen. Im Cicero-Urteil war entschieden worden, dass eine bloße Veröffentlichung von Dienstgeheimnissen nicht mehr ausreicht, einen Verdacht einer Beihilfe zum Geheimnisverrat zu begründen. Fast für einen Eklat sorgte der Vorsitzende Kauder, als er bei der Befragung am 26. Juni 2008 dem Obmann von Bündnis 90/Die Grünen keine Möglichkeit lassen wollte, den Verfassungsschutzpräsidenten Heinz Fromm zu befragen. Erst nach Protest von Ströbele und Widerspruch durch andere Parteien im Ausschuss erhielt dieser später doch sein Recht.

### Kandidatennominierung für die Bundestagswahl 2013
Am 17. Juli 2012 fand eine CDU-Wahlkreisversammlung statt, auf der Siegfried Kauder als Wahlkreiskandidat für die Bundestagswahl 2013 nominiert werden sollte. Eine Mehrheit der Stimmberechtigten sprach sich jedoch dafür aus, die Nominierung zu verschieben, da es Unzufriedenheit mit Kauder gab. Dieser hatte unter anderem einer ehemaligen Kreisgeschäftsführerin ohne erkennbaren Grund ein Hausverbot erteilt; die Junge Union (JU) kritisierte seine mangelnde Gesprächsbereitschaft und zeigte sich schockiert über Kauders Äußerung, wonach die JU „keine Organisation der CDU“ sei. Der ehemalige baden-württembergische Ministerpräsident Erwin Teufel, der zwischen Kauder und dessen Gegnern vermitteln sollte, erklärte seinen Versuch im Oktober 2012 für gescheitert. Kauder bezeichnete die Schlichtung als „Schwachsinn“. Auf die Vorhaltung seiner Gegner, bei ihm sei es in letzter Zeit zu einer „Persönlichkeitsveränderung“ gekommen, sagte Kauder, es gebe einen ärztlichen Befund, wonach er der Aufgabe als Abgeordneter gewachsen sei. Auf Bitten von Gegnern Kauders erklärte der Oberbürgermeister von Donaueschingen, Thorsten Frei, er werde gegen diesen antreten. Siegfried Kauder erklärte, er halte an seiner Kandidatur fest. In einem Brief an die CDU-Mitglieder des Wahlkreises erhob Kauder schwere Vorwürfe gegen seine Kritiker.
Bei der CDU-Wahlkreisversammlung am 16. November 2012, an der 733 stimmberechtigte CDU-Mitglieder teilnahmen, wurde Thorsten Frei mit 68,6 % der Stimmen zum Direktkandidaten nominiert, Siegfried Kauder erhielt 31,4 % der Stimmen.
Kauder trat als Einzelbewerber in seinem bisherigen Wahlkreis an. Der CDU-Landesvorsitzende Thomas Strobl legte Kauder Mitte Juli 2013 nahe, aus der CDU auszutreten, um so einem Parteiausschluss zuvorzukommen. Volker Kauder befürwortete einen Parteiausschluss seines Bruders Siegfried.
Am 8. August 2013 votierte der CDU-Kreisvorstand im Schwarzwald-Baar-Kreis mit 17 von 19 Stimmen für einen Antrag auf Parteiausschluss, der vor dem Schiedsgericht der Landes-CDU verhandelt werden sollte. Bei der Bundestagswahl am 22. September 2013 erreichte Kauder im Wahlkreis Schwarzwald-Baar 3,0 % der Erststimmen. Kurz nach der Bundestagswahl trat er aus der CDU aus.

### Sonstiges Engagement
Kauder war von 2010 bis 2016 Präsident der Bundesvereinigung Deutscher Musikverbände e. V. (BDMV). Er war 1998 bis 2014 Mitglied des geschäftsführenden Vorstandes des Weißen Rings, Mainz. Des Weiteren war er von 2010 bis 2014 Präsident des Fußballvereins FC 08 Villingen.

### Privatleben
Der seit seinem 49. Lebensjahr verwitwete Kauder ist seit 2011 erneut verheiratet.

## Politische Positionen

### Abgeordnetenbestechlichkeit
Am 8. April 2011 sprach sich Kauder in einer Rede vor dem Deutschen Bundestag entschieden gegen eine strengere gesetzliche Regulierung in Bezug auf Korruption und Abgeordnetenbestechlichkeit aus. Die Ratifizierung einer internationalen Vereinbarung der UN zur Korruptionsbekämpfung lehnte er ab. Als Grund für seine Ablehnung nannte er die schwammige Formulierung der UN-Konvention und die in seinen Augen fälschliche Betrachtung von Abgeordneten als Amtsträger. Darüber hinaus vertritt Kauder die Position, dass Parlamentarismus und Lobbyismus untrennbar miteinander verbunden seien und folgert daraus, dass potentielle Geldflüsse nicht bestraft werden dürften. Kauder erklärte in diesem Zusammenhang: „Bei einem Politiker genügt schon der Verdacht, der Anschein, und schon ist das Amt, das er hat, beschädigt.“ Im Jahr 2013 trat Kauder als Mitinitiator eines fraktionsübergreifenden Gesetzentwurfes auf, der nicht nur die „Vorteilsannahme von Mandatsträgern“, sondern auch die Vorteilsgewährung unter Strafe stellen soll. Innerhalb der CDU/CSU-Fraktion war er hierbei isoliert. Neben Kauder unterstützten alle Oppositionsfraktionen einschließlich der Linken den Antrag.

### Börsenumsatzsteuer
Kauder lehnt eine Börsenumsatzsteuer grundsätzlich ab. Er erklärte im September 2009, die Einführung entsprechender Abgaben sei aus seiner Sicht nicht vertretbar. Er erklärte: „In der gegenwärtig schwierigen wirtschaftlichen Situation passen Steuererhöhungen nicht in die politische Landschaft.“

### Pressefreiheit und Kritik
Ende November 2010 forderte Kauder, der bereits zu diesem Zeitpunkt das Amt des Vorsitzenden des Rechtsausschusses des Bundestages innehatte, aufgrund von Terrorwarnungen in Deutschland, dass die Presse dazu verpflichtet werden müsse, sich mit Berichten über gefährdete Orte zurückzuhalten, da derartige Berichte unter Umständen ein Anreiz für Terroristen sein könne.  Seine diesbezüglichen Vorschläge wurden in Teilen der deutschen Presselandschaft als eine Forderung nach Einschränkung der Pressefreiheit aufgefasst. Die CDU/CSU-Bundestagsfraktion lehnte Kauders Vorschlag jedoch ab.
Nach Darstellung von Spiegel Online hat Kauder seine Angriffe auf die Pressefreiheit im September 2011 in der Debatte um das sogenannte „Depeschen-Debakel“ und die Diskussion um Wikileaks erneuert. In einem Leitartikel auf Spiegel Online wurde diese Position als „populistisch – und gefährlich“ bezeichnet. Der Deutsche Journalisten-Verband wies die Forderungen Kauders zurück. Michael Konken, Vorsitzender des Verbandes, bedauerte, dass Kauder nur ein Dreivierteljahr nach seinem letzten Versuch, die Pressefreiheit einzuschränken, wieder einen neuen Anlauf mit dem gleichen Ziel unternehme.

### Two-Strikes-Warnmodell
Im Herbst 2011 wurde bekannt, dass Kauder ein Two-Strikes-Warnmodell bei Urheberrechtsverletzungen im Internet vorantreibt. Er kündigte an, im 4. Quartal 2011 einen entsprechenden Gesetzentwurf einzubringen. Er begründete seine Initiative damit, dass er als Präsident der Bundesvereinigung Deutscher Musikverbände e. V. (BDMV) unzufrieden sei, da FDP-Justizministerin Sabine Leutheusser-Schnarrenberger bisher noch keinen Entwurf für eine neue Urheberrechtsnovelle vorgelegt habe, der eine solche Verpflichtung enthält. Hierbei betonte Kauder, das Warnmodell müsse aus dem Dritten Korb zum Urheberrecht herausgeholt und als „kleines Gesetz“ vorgestellt werden. Die Musikindustrie reagierte auf diesen Vorschlag begeistert, während aus seiner eigenen Fraktion auch kritische Stimmen über seine Initiative laut wurden.
Während der Debatte um das Two-Strikes-Modell wurde auf Google+ ein Gedicht veröffentlicht, in dem die Vermutung aufgestellt wurde, dass Kauder auf seiner Webseite mehrfach das Urheberrecht Anderer verletze, indem er mindestens zwei Bilder des Fotodienstes Panoramio ohne Kenntnis und Nennung des jeweiligen Urhebers und ohne Copyright-Vermerk verwendet hatte. Nach weiterer Verbreitung dieser Vorwürfe bestätigte Kauder die Verwendung fremden Bildmaterials, als auch dessen Entfernung von seiner Webseite und nutzte den Vorgang als Beispiel für die Praktikabilität seiner eigenen Gesetzesvorschläge. Gleichzeitig erklärte er, dass die Urheberrechte an den beiden Fotos inzwischen ihm zuständen, was in Deutschland im Gegensatz zu den Nutzungsrechten jedoch nur durch Vererbung möglich ist. Infolge dieser unrechtmäßigen „Aneignung“ des Urheberrechts wurde das Verb „kaudern“ per Tweet neu definiert: „Das Urheberrecht anderer per einfacher Stellungnahme auf sich übertragen.“ Die Darstellungen des Schlosses Donaueschingen bzw. der Burg Hornberg, wurden erst am 4. Oktober 2011, also fünf Tage nach der behaupteten Löschung, von der Webseite entfernt. Noch am 25. Dezember 2011 war dort ein Foto von Laszlo Szendrei ohne Urhebernachweis präsent.

## Veröffentlichungen
- Chancen und Zukunft des Adhäsionsverfahrens. In: Dieter Eppenstein (Red.): Wiedergutmachung für Kriminalitätsopfer. Erfahrungen und Perspektiven. Dokumentation (= Mainzer Schriften zur Situation von Kriminalitätsopfern. Bd. 21). 10. Mainzer Opferforum vom 17./18. Oktober 1998. Veranstaltet vom Weissen Ring – Gemeinnütziger Verein zur Unterstützung von Kriminalitätsopfern und zur Verhütung von Straftaten e. V. Weisser Ring, Mainz 1999, ISBN 3-9806463-0-0, S. 21–26.
- Opferinteresse und staatlicher Strafanspruch. In: Fachhochschule Villingen-Schwenningen, Hochschule für Polizei (Hrsg.): Gedächtnisschrift für Hagen Gülzow. Hartung-Gorre, Konstanz 1999, ISBN 3-89649-479-1, S. 131–137.
- Umfassender Opferschutz von Opferzeugen. Was bleibt zu tun? In: Dieter Eppenstein (Red.): Schutz von Opferzeugen im Strafverfahren. Dokumentation (= Mainzer Schriften zur Situation von Kriminalitätsopfern. Bd. 30). 13. Mainzer Opferforum vom 27./28. Oktober 2001. Veranstaltet vom Weissen Ring – Gemeinnütziger Verein zur Unterstützung von Kriminalitätsopfern und zur Verhütung von Straftaten e. V. Weisser Ring, Mainz 2002, ISBN 3-9806463-9-4, S. 65–71.
- Entschädigung für deutsche Opfer von im Ausland begangenen Gewalttaten. In: Zeitschrift für Rechtspolitik. Bd. 36, Nr. 11, 2003, ISSN 0514-6496, S. 402–404
- Drittmitteleinwerbung – strafbare Dienstpflicht?, In: Brigitte Tag, Jochen Tröger, Jochen Taupitz (Hrsg.): Drittmitteleinwerbung – Strafbare Dienstpflicht? (= Veröffentlichungen des Instituts für Deutsches, Europäisches und Internationales Medizinrecht, Gesundheitsrecht und Bioethik der Universitäten Heidelberg und Mannheim. Bd. 20). Springer, Berlin u. a. 2004, ISBN 3-540-20999-9, S. 267–268.
- Die parlamentarische Beteiligung des Bundestages bei der Terrorismusbekämpfung im Rahmen der polizeilichen und justiziellen Zusammenarbeit in Strafsachen. In: Erwin Müller, Patricia Schneider (Hrsg.): Die Europäische Union im Kampf gegen den Terrorismus. Sicherheit vs. Freiheit? (= Demokratie, Sicherheit, Frieden. Bd. 180). Nomos-Verlags-Gesellschaft, Baden-Baden 2006, ISBN 3-8329-2073-0, S. 335–348.
- Die Nebenklage aus Verteidigersicht. In: Arbeitsgemeinschaft Strafrecht des Deutschen Anwaltvereins (Hrsg.): Strafverteidigung im Rechtsstaat. 25 Jahre Arbeitsgemeinschaft Strafrecht des Deutschen Anwaltvereins. Nomos, Baden-Baden 2009, ISBN 978-3-8329-4283-0, S. 579–591.
- Strafbarkeit terroristischer Vorbereitungshandlungen. Erwiderung zu Deckers/Heusel, ZRP 2008, 169. In: Zeitschrift für Rechtspolitik. Bd. 42, Nr. 1, 2009, S. 20–22.